# Щастинський район
Щастинський район — район в Луганській області України. Адміністративний центр — місто Щастя.
Утворений 19 липня 2020 року.
У складі територій Нижньотеплівської сільської, Новоайдарської селищної, Станично-Луганської селищної, Широківської сільської, Щастинської міської територіальних громад, затверджених Кабінетом Міністрів України.
Внаслідок російського вторгнення в Україну, майже уся територія Луганської області була окупована і контролюється збройними силами Російської Федерації.